# 月と太陽のうた
『月と太陽のうた』は、鈴村健一の楽曲。彼の11枚目のシングルとして2015年5月13日にLantisから発売された。

## 概要
前作「All right」から約2年ぶりのリリースとなる2015年唯一のシングル。
第6回ミュージック・ジャケット大賞特別賞を受賞。

## 収録曲
（全作詞：鈴村健一）
1. 月のうた [4:49]
作曲・編曲：増谷賢
2. 太陽のうた [5:48]
作曲・編曲：渡辺拓也

DVD
1. 月のうた（Music Video）